# Les Misérables (Musical)

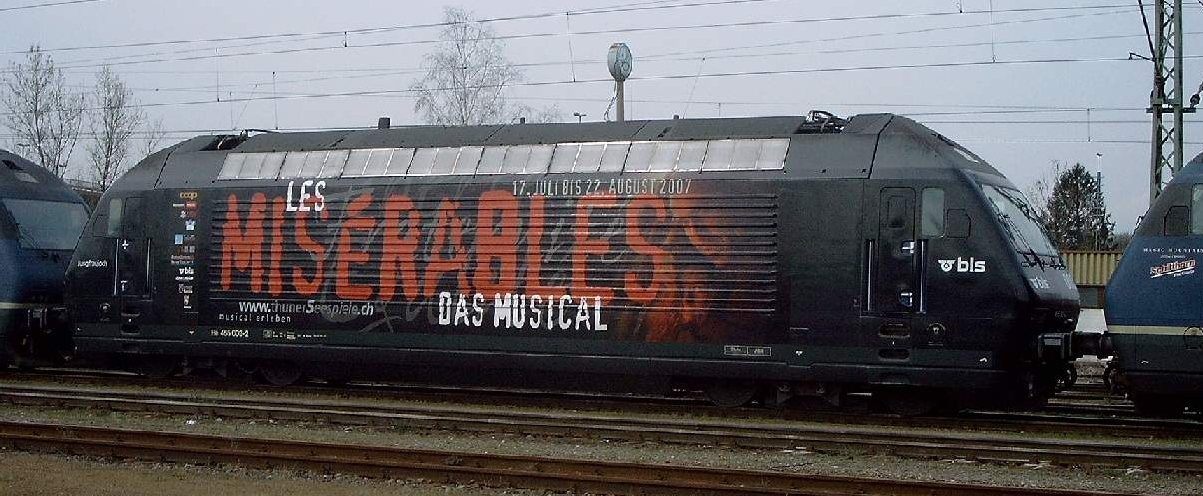
Werbung für das Musical auf einer Lokomotive der BLS März 2007

Les Misérables ist ein französisches Musical von Claude-Michel Schönberg (Musik) und Alain Boublil (Libretto). Die Handlung basiert auf dem Roman Die Elenden von Victor Hugo.

## Handlung

### Prolog
1815, Toulon: Der Sträfling Jean Valjean, Nummer 24601, wird aus dem Zuchthaus entlassen, in dem er die letzten 19 Jahre verbracht hat, 5 Jahre wegen Diebstahls eines Brotes und den Rest wegen seiner vier Fluchtversuche. Der Polizeiinspektor Javert gibt ihm seinen gelben Pass, der ihn als Sträfling auf Bewährung verrät, und rät ihm zum Abschied, ihn niemals zu vergessen (Work Song). Jean Valjean ist voller Hoffnung, nun ein neues Leben beginnen zu können, muss jedoch feststellen, was für ein Leben ihm dieser Pass verschafft: Man zahlt ihm nur die Hälfte des üblichen Lohnes und keine Herberge nimmt ihn auf (On Parole).
Nur der Bischof von Digne hat Mitleid und beherbergt ihn. Der verbitterte Valjean stiehlt ihm einen Teil seines Silbers und wird sofort gefangen. Der Bischof, der Valjeans Vergangenheit kennt, gibt ihm noch zwei „vergessene“ silberne Kerzenleuchter dazu und erklärt dessen Häschern, er habe Valjean das Silber geschenkt. Er ermahnt ihn zum Abschied, sein Leben zu ändern. Valjean fühlt seine innere Verwandlung (Valjean’s Soliloquy) und beschließt zu tun, was der Bischof ihm geraten hat – er zerreißt seinen gelben Pass.

### Erster Akt
1823, Montreuil. „Am Ende vom Tag“ singen die Armen ihr Lied. Die Fabrikarbeiter kommen. Unter ihnen ist ein Mädchen namens Fantine. Sie hat einen Brief erhalten, den sie lesen möchte. Eine andere Arbeiterin entreißt ihn ihr und macht bekannt, dass Fantine ein uneheliches Kind hat. Es kommt zu einer Schlägerei. Der Bürgermeister, Monsieur Madeleine, trennt die Streitenden.
Was zu dieser Zeit nur dem Zuschauer bekannt ist: Monsieur Madeleine ist niemand anderes als Jean Valjean. Er überlässt die eigentliche Schlichtung dem Vorarbeiter, dessen Avancen Fantine zuvor zurückgewiesen hatte. Nun rächt er sich, indem er sie hochkant rauswirft. Fantine singt von ihrer Vergangenheit (Ich hab geträumt vor langer Zeit). Für ihr Kind, Cosette, das bei einer Wirtsfamilie namens Thénardier lebt, muss sie die Thénardiers bezahlen. Sie verkauft erst ihre Kette und dann ihr Haar. Schließlich bleibt ihr nichts anderes übrig, als sich zu prostituieren (Leichte Mädels). Einer ihrer Freier, M. Bamatabois, den sie abgewiesen hat, zeigt sie an und behauptet, sie habe ihn angegriffen. Javert, nun Inspektor in Montreuil-sur-Mer, wird gerufen; es kommt zu Fantines Verhaftung.
Doch Madeleine/Valjean greift ein. Er hat erkannt, dass Fantine schwer krank ist, und ordnet an, dass man sie ins Krankenhaus bringt. Kurz danach geschieht ein Unglück: Ein Mann wird unter der Achse seines Wagens eingeklemmt (The runaway cart). Valjean befreit ihn, indem er die Kutsche samt Insassen und Gepäck anhebt. Javert erinnert sich, in seinem Leben nur einen Mann gesehen zu haben, der stark genug für eine solche Tat war: ein Sträfling, der auf Bewährung verschwand, nämlich Jean Valjean, den er allerdings verhaftet glaubt. Im Folgenden berichtet er seinem Bürgermeister vom unverwechselbaren Merkmal des ehemaligen Kettensträflings: Er hat ein Brandmal mit seiner Sträflingsnummer 24601 auf der Brust (Der Karren). Dieser Mann sei jetzt gefasst und werde demnächst abgeurteilt. Valjean ringt sich dazu durch, sich zu erkennen zu geben, um den Unschuldigen zu retten (Wer bin ich), und beweist seine Behauptung, indem er die Nummer auf seiner Brust vorzeigt.
Er flieht aus dem Gericht und kommt gerade noch rechtzeitig vor Fantines Tod ins Krankenhaus. Er verspricht ihr, sich um ihr Kind zu kümmern. Javert kommt, um ihn zu verhaften. Valjean bittet ihn um drei Tage Zeit, um Cosette zu holen, doch Javert glaubt ihm nicht, dass das sein Vorhaben sei. Er glaubt nicht an eine Besserung ehemaliger Übeltäter. Gleichzeitig schwört Valjean der toten Fantine, dass er ihr Kind holt, und Javert Valjean, dass er ihn noch kriegt (Der doppelte Schwur). In diesem Lied findet sich eine der wichtigsten, wenn nicht die wichtigste, Schlüsselstellen im Stück: Javert offenbart im Streitgespräch mit Valjean, dass er – wenn auch als Sohn eines Wärters – im Gefängnis geboren wurde und aufwuchs.
Hier offenbart sich nun die paradoxe Situation der gegenläufig angelegten Charaktere Valjeans und Javerts. Auf der einen Seite Valjean, auf dem Papier der Sünder, der Auflagenbrecher, der unter falschem Namen lebt, moralisch aber auf der Seite des Rechts steht und im Stück durchweg als edelmütig und geläutert dargestellt wird (was im Übrigen so nicht der literarischen Vorlage entspricht), auf der anderen Seite steht Javert, formal Vertreter von Recht und Ordnung, aufgewachsen im Gefängnis, zerfressen vom Hass auf jene, mit denen er seine Kindheit verbringen musste – verständnislos gegenüber der Not derer, die in seinen Augen vor Gott und Gesetz gesündigt haben. Er, der nur Schwarz und Weiß kennt, offenbart uns in diesem Nebensatz (I am from the gutter too / Gitter brach mein Wiegenlicht) den eigentlichen Grund für seinen fanatischen Wahn, das geschriebene Recht zu schützen und zu befolgen. Ob es das Wort des Gesetzes ist (You broke the law!) oder das der Bibel (… so it is written on the doorway to paradise…), ihm ist es egal; es ist das schützenswerteste Gut für ihn.
Da er Javert nicht von seiner Ehrlichkeit überzeugen kann, schlägt Valjean schließlich Javert nieder und flieht.
Immer noch 1823, Montfermeil. Cosette ergeht es im Hause der Thénardiers sehr schlecht, und so träumt sie während ihrer Arbeit (In meinem Schloss). Madame Thénardier schickt sie hinaus, Wasser zu holen (Wen ha’m wir hier). Die Taverne füllt sich am Abend, es wird klar, dass es ein übles Loch ist (Ich bin Herr im Haus). Valjean trifft die ängstliche Cosette im Wald und zahlt die Thénardiers aus, um Cosette mit sich nehmen zu können (Der Handel). Er verlässt mit ihr Montfermeil.
1832, Paris. Die Bettler von Paris klagen den vorbeigehenden Passanten (und so auch dem Publikum) ihr Leid (Schaut her). Revolutionäre Studenten, unter ihnen zwei namens Marius Pontmercy und Enjolras, planen den Barrikadenkampf. Auch Thénardier ist mit seiner Bande bestehend aus Brujon, Babet, Claquesous und Montparnasse in Paris. Er will, wie alle, Almosen von einem Mann und seiner Tochter erbetteln, die sehr großzügig Geld unter den Armen verteilen. Seine Tochter Éponine flirtet mit Marius; dieser rennt aus Versehen gegen die Tochter des großzügigen Mannes und verliebt sich auf den ersten Blick in sie. Thénardier erkennt in diesem Mann Valjean, seine angebliche Tochter ist Cosette. Im folgenden Handgemenge sieht Thénardier die Nummer auf Valjeans Brust. Javert, nun Inspektor in Paris, kommt. Valjean flieht mit Cosette, doch Thénardier verrät ihn. Javert lässt ihn gehen, da er sich gewiss ist, immer dort zu sein, wo Valjean sei (Javerts Intervention) und schwört bei den Sternen, dass er nicht aufgibt, bis er Valjean verhaftet hat (Sterne).
Marius bittet Éponine, die in ihn verliebt ist (was er allerdings nicht weiß), Cosette zu suchen (Éponines Botengang). Dann kommt Marius ins ABC-Café, wo sich die Studenten treffen. Dort verhöhnt man Marius wegen seiner Liebe zu einer Unbekannten. Die Studenten singen über ihre Revolution (Rot und Schwarz/Das Lied des Volks). In der Zwischenzeit sitzt Cosette allein im Garten ihres Hauses in der Rue Plumet und denkt an Marius (Schon so lang). Valjean kommt, und zum ersten Mal stellt sie ihm Fragen über seine Vergangenheit, die Valjean aber nicht beantwortet. Dann kommen Marius und Éponine. Marius geht zu Cosette hinein (Mein Herz ruft nach dir). Draußen kommen Thénardier und seine Bande. Sie wollen Valjean mit ihrem Wissen über seine Identität erpressen (Der Überfall). Doch Éponine, die Marius schützen will, schreit, um Aufmerksamkeit zu erregen. Marius geht, als er sieht, dass Valjean kommt. Cosette tischt Valjean ein Lügenmärchen über irgendwelche Schatten hinter der Mauer auf. Valjean befürchtet, Javert habe ihn gefunden.
Er erkennt, dass er in Frankreich nicht mehr sicher ist, und will nach England fliehen (Der Aufbruch). Nun singen alle über den nächsten Tag: Valjean über seine Hoffnung, in Sicherheit leben zu können, Cosette und Marius über ihre Trennung, Éponine über ihren Liebeskummer, die Studenten wollen nun die Barrikaden bauen, Thénardiers freuen sich über das Gemetzel, sie versprechen sich Gewinn, Javert hat beschlossen, sich zu verkleiden und die Studenten auszuspionieren (Morgen schon). Marius beschließt, sich dem Aufstand anzuschließen, da ein Leben ohne Cosette ihm sinnlos erscheint.

### Zweiter Akt
Die Studenten bauen ihre Barrikade, Javert erhält den Auftrag, die Anzahl der Feinde herauszufinden (Hier auf diesem Platz/Upon These Stones). Éponine bekommt von Marius den Auftrag, einen Brief zu Cosette zu bringen, sie wird aber von Valjean abgefangen, der den Brief zuerst liest. Ihm wird klar, dass Cosette verliebt ist. Éponine singt über ihre Liebe zu Marius, erkennt, dass er sie niemals so sehr lieben wird, wie sie ihn (Nur für mich) und beschließt ebenfalls, zur Barrikade zu gehen. Diese ist nun fertig (Siegen oder untergehen). Javert kommt zurück (Javert auf der Barrikade), doch nun wird er von dem Straßenjungen Gavroche enttarnt (Wir Kleinen). Man bringt ihn weg. Dann klettert Éponine schwer verletzt über die Barrikade. Sie wurde angeschossen und stirbt in Marius’ Armen (Der Regen fällt).
Javert wird nun hinter der Barrikade an einen Stuhl gebunden, dann kommt ein Mann zu den Aufständischen. Es ist Valjean auf der Barrikade. Er will Marius beschützen, da seine Cosette ihn liebt, doch dann erkennt er Javert. Der erste Angriff folgt. Valjean erschießt einen Schützen, der beinahe Enjolras getötet hätte. Als Enjolras ihm dankt, bittet Valjean ihn, Javert erschießen zu dürfen. Enjolras willigt ein. Doch sobald er unbeobachtet ist, lässt Valjean Javert frei, nennt ihm sogar seine Adresse (Schon wieder ihr) und schießt in die Luft, um alle glauben zu lassen, er habe Javert getötet. Die Rebellen legen sich zum Schlafen (Trinkt mit mir). Valjean betet für Marius (Bring ihn heim), er ist bereit, seinen einzigen Lebensinhalt, Cosette, aufzugeben.
Am nächsten Morgen gehen den Aufständischen die Patronen aus. Beim zweiten Angriff bestiehlt Gavroche feindliche Leichen und wird dabei erschossen (Gavroches Tod). Schließlich folgt Der letzte Angriff. Valjean bleibt unverletzt, Marius wird schwer verletzt; alle anderen sterben. Valjean flieht mit Marius durch die Abwasserkanäle. Javert sucht hinter der Barrikade nach Valjean und findet ihn nicht. Er begreift, wohin Valjean geflohen ist, als er feststellt, dass er nicht die Kraft hat, den Deckel der Kanalisation anzuheben, was nur der starke Valjean schaffen kann. Er geht, um ihn an dem Ausgang an der Seine zu verhaften.
In der Kanalisation bestiehlt Thénardier die Leichen. Valjean kommt mit Marius. Thénardier stiehlt Marius’ Ring, doch Valjean erwacht, bevor er ihn bestehlen kann. Thénardier hat ihn jedoch erkannt. Valjean schleppt sich mit Marius weiter. Am Ausgang wartet Javert. Valjean kann ihn bewegen, ihm Zeit zu geben, Marius zum Arzt zu bringen. Javert lässt ihn gehen, begreift erst etwas später, was er getan hat (Der Doppelte Schwur (Reprise)). Er sieht keinen Ausweg mehr, er hat seinen Schwur und sämtliche seiner Prinzipien gebrochen, er hat feststellen müssen, dass sich ein ehemaliger Dieb sehr wohl bessern kann, schließlich stürzt er sich in die Seine (Javerts Selbstmord).
Die Frauen von Paris beklagen die Toten (Weiter). Im ABC-Cafe singt Marius über seine Freunde (Dunkles Schweigen an den Tischen). Cosette pflegt ihn, Marius fragt sich dauernd, wer ihn gerettet hat (Jeden Tag). Valjean gesteht Marius, wer er ist und will sich aus ihrem Leben heraushalten (Valjeans Geständnis). Marius verspricht ihm, dass Cosette nichts erfahren wird.
Marius und Cosette feiern ihre Hochzeit. Thénardier kommt. Er will nun Marius erpressen mit seinem angeblichen Wissen, dass Valjean ein Mörder ist. Er habe Valjean am Morgen des Aufstands in der Kanalisation gesehen – mit einer Leiche. Zum Beweis zeigt er Marius dessen eigenen Ring. Marius begreift, dass Valjean ihn gerettet hat. Er und Cosette begeben sich sofort zu Valjean. Thénardier stellt die Feier auf den Kopf (Bettler ans Buffet).

### Epilog
Valjean ist nun ein alter Mann. Im Schein der Kerzenleuchter des Bischofs schreibt er sein Geständnis für Cosette. Cosette und Marius kommen, Marius dankt Valjean, Cosette ist entsetzt, als ihr klar wird, dass Valjean sterben wird. Die Geister von Fantine und Éponine führen Valjean ins Jenseits, wo die Geister aller derer, die starben – Gavroche, Enjolras und die übrigen Studenten – noch einmal Das Lied des Volkes anstimmen.

## Aufführungen
„Les Misérables“ feierte seine Uraufführung am 17. September 1980 im Palais des Sports, Paris, unter der Regie von Robert Hossein. Diese Urversion war speziell auf das französische Publikum zugeschnitten. Da die Romanvorlage in Frankreich zur Allgemeinbildung gehört, verzichteten Boublil und Schönberg auf wesentliche Teile der Handlung. Die Premiere der revidierten Fassung, so wie sie heute gespielt wird, fand am 8. Oktober 1985 im Londoner Barbican Centre statt. Produzent war Cameron Mackintosh, während Trevor Nunn und John Caird von der Royal Shakespeare Company Regie führten. Vom Barbican Theatre wechselte das Stück im Dezember 1985 in das größere Palace Theatre. Dort lief es bis 2004, ehe ein erneuter Transfer in das Queen’s Theatre vollzogen wurde, um eine umfassende Innensanierung des Palace Theatre zu ermöglichen. Seit 2006 ist es die Show mit der längsten Laufzeit in London. Die Broadway-Premiere war am 12. März 1987. Nach 16 erfolgreichen Jahren, die „Les Miz“ zu dem Musical mit der bisher drittlängsten Laufzeit am Broadway machten, fiel der letzte Vorhang in New York am 18. Mai 2003. Am 21. Oktober 2006 startete für 6 Monate eine Revival-Produktion am New Yorker Broadhurst Theatre.
Im Jahre 2010 feierte das Musical den 25. Geburtstag der revidierten Fassung. Aus diesem Anlass wurden in London parallel drei verschiedene Inszenierungen des Stückes gezeigt. Neben der regulären Bespielung im Queen’s-Theater war vom 14. September bis zum 2. Oktober die Jubiläums-Tournee des Stückes im Barbican Centre zu Gast. Hierbei handelte es sich um eine Neuinszenierung des Werkes von Matthew Powell und Laurence Connor. Somit ist „Les Misérables“ das erste Stück, das als Großproduktion des gleichen Veranstalters gleichzeitig in zwei Inszenierungen in derselben Stadt zu sehen ist. Außerdem fand am 3. Oktober 2010 eine konzertante Aufführung des Musicals im O₂ in Greenwich statt.
Die erste nicht englischsprachige Aufführung der Londoner Fassung von „Les Misérables“ war die hebräische Version von 1987. Die Aufführung in Tel Aviv kam durch den Sänger David „Dudu“ Fischer zustande, der das Musical am West End sah und sich dafür begeisterte. Er spielte in Tel Aviv die Rolle des Jean Valjean.
„Les Misérables“ wurde 1987 von Heinz Rudolf Kunze ins Deutsche übersetzt. Die deutschsprachige Erstaufführung war dann in Österreich am 15. September 1988 im Raimund Theater in Wien zu sehen. Es wurden dort in 400 Vorstellungen bis zur letzten Vorstellung am 31. März 1990 über 420.000 Besucher gezählt. Im Sommer 2006 erfolgte auf der Felsenbühne Staatz die erste österreichische Open Air Produktion. Im Sommer 2018 wurde das Musical mit großem Erfolg erneut auf der Felsenbühne Staatz aufgeführt.
In Deutschland lief die Lizenz-Produktion in einem eigens für das Musical gebauten Gebäude, dem Musical Theater Duisburg (mittlerweile umbenannt in Theater am Marientor), vom 26. Januar 1996 bis 28. November 1999 in Duisburg und vom 26. September 2003 bis 31. Dezember 2004 im Theater des Westens in Berlin. Ferner gab es Neuinszenierungen an diversen Stadttheatern und Opernhäusern im deutschsprachigen Raum.
Im Sommer 2006 und im Sommer 2018 wurde das Stück im größten deutschen Freilichtmusiktheater auf der Freilichtbühne Tecklenburg aufgeführt.
Die Schweizer Erstaufführung fand 2007 am Theater St. Gallen statt. Im Sommer des gleichen Jahres war das Stück an den Thuner Seespielen zu erleben.
Bis zum Januar 2024 haben mehr als 130 Millionen Menschen das Stück in 53 Ländern und 227 Städten gesehen. Es wurde in 23 Sprachen übersetzt. Unter seinen mehr als 50 internationalen Auszeichnungen finden sich 8 Tony-Awards, der „Oscar“ der Musical-Szene. „Les Misérables“ war im Rahmen eines Gastspiels in Shanghai 2002 das erste westliche Musical, das in China aufgeführt wurde, es soll in Shanghai einen dauerhaften Platz finden. Es ist das erste Stück, dessen Aufführungsrechte als spezielle „Schul-Version“ erhältlich sind. Dieses Konzept erwies sich als äußerst erfolgreich, und die Schulversion findet im englischsprachigen Raum großen Zuspruch, auch wenn hier einige nicht ganz unwichtige Passagen gestrichen oder vereinfacht wurden.
Zu den bemerkenswertesten Ereignissen in der Geschichte des Musicals gehören:
- ein Konzert vor 125.000 Zuhörern am 26. Januar 1989 anlässlich des 200. Geburtstages von Australien in einem Park in Sydney[6]
- ein Benefiz-Konzert vor 60.000 Zuhörern im August 1989 im Skydome von Toronto, Kanada[7]
- das Konzert anlässlich des 10. Geburtstages am 8. Oktober 1995 in der Londoner Royal Albert Hall. Als Höhepunkt am Ende der Aufführung standen 17 Schauspieler, die Jean Valjean in internationalen Produktionen spielten, auf der Bühne, um jeweils einen Teil des Liedes „Do you hear the people sing?“ (dt.: „Das Lied des Volkes“) in ihrer eigenen Landessprache vorzutragen (für Deutschland: Jerzy Jeszke, der damalige Jean Valjean in Duisburg, und für Österreich Reinhard Brussmann).
- bei der Fußballeuropameisterschaft 1996 traten 14 Sänger, die die Rolle des Jean Valjean in Produktionen in Irland, England, Frankreich, Schottland, den Niederlanden, Island, Polen, Ungarn, Wales, Österreich, der Tschechischen Republik, Israel, Schweden und Deutschland spielten, sowie ein Orchester und ein Chor im Wembley-Stadion in London auf. Es erklang das Gebet des Jean Valjean Bring Him Home. Wiederum sang jeder Protagonist in seiner Landessprache. Davor war der Chor „Do you hear the people sing?“ zu hören.
- eine spezielle Aufführung im Schloss Windsor am 18. November 2004 zu Ehren der Feiern des 100-jährigen Bestehens der Entente cordiale zwischen Frankreich und Großbritannien auf Wunsch von Königin Elisabeth II. und im Beisein von Frankreichs Präsident (Jacques Chirac).[8]
- die beiden Konzerte anlässlich des 25. Geburtstages am 3. Oktober 2010 in der Londoner O2 Arena. Es gab eine Matinee und ein Abendkonzert. Die Hauptrollen sangen Alfie Boe (Valjean), Norm Lewis (Javert), Nick Jonas (Marius), Katie Hall (Cosette), Samantha Barks (Éponine), Lea Salonga (Fantine) und Ramin Karimloo (Enjolras). Der britische TV-Komiker Matt Lucas (Little Britain) übernahm die Rolle des Thénardier. Als Zugabe sangen vier Sänger, die die Rolle des Valjean über die Jahre verkörpert hatten, gemeinsam das Stück Bring ihn heim. Dabei handelte es sich neben Boe um den „Ur-Valjean“ Colm Wilkinson sowie um John Owen-Jones und Simon Bowman. Anschließend kamen weitere Mitglieder des Londoner Ensembles von 1985 auf die Bühne, darunter der britische Musical-Star Michael Ball, und sangen gemeinsam mit dem Jubiläumsensemble das Stück Morgen schon. Den Abschluss bildeten Reden von Cameron Mackintosh, Alain Boublil und Claude-Michel Schönberg sowie eine weitere Aufführung des Stücks Das Lied des Volkes durch Jugendliche, die gerade in britischen Schulen an lizenzierten Schulaufführungen von Les Misérables mitwirkten. Ein Mitschnitt des Abendkonzertes wurde später als Bewegtbildaufnahme veröffentlicht, das Quartett der vier Valjean-Darsteller erschien als Tonaufnahme.
- Im Jahr 2014 erhielt die Londoner Aufführung den West End Frame Awards.

## Aufnahmen
In deutscher Sprache existieren zwei Aufnahmen: die erste aus Wien (auf 2 CDs von 1988), die zweite aus Duisburg (auf 1 CD von 1996). Keine dieser Aufnahmen enthält das vollständige Musical. Eine Soundboard-Aufnahme aus Berlin, die nie verkauft wurde, enthält nur neun Lieder.
Bemerkenswerte englische Aufnahmen sind die „Tenth Anniversary Concert Recording“ (oft als TAC abgekürzt), die Aufnahme des weiter oben erwähnten Konzerts, die bei den meisten Fans als die beste Aufnahme gilt, sowie die sogenannte „Complete Symphonic Recording“, die lange die einzige vollständige Aufnahme des Musicals war. Mittlerweile gibt es allerdings eine zweite vollständige Aufnahme aus Tschechien von 2005.
Außerdem gibt es auf Englisch die Originalaufnahme aus London von 1985, die noch einige heute nicht mehr gesungene Passagen enthält, unter anderem eine andere Ouvertüre; sowie die Originalaufnahme vom Broadway, 1986. Es existieren mindestens zwei stark gekürzte Aufnahmen (Manchester Single 1996, die sogenannte „Soundtrack-Aufnahme“, nur von zwei Sängern gesungen) und eine Rundfunkaufnahme des „21st Anniversary Concert“. Diese von der BBC produzierte Aufnahme ist stark gekürzt, wobei ein Erzähler die fehlenden Handlungselemente zusammenfasst. Anlässlich des fünfundzwanzigjährigen Jubiläums der Uraufführung erschien 2010 ein fast vollständiger Live-Mitschnitt der britischen Tourneeproduktion auf CD. Hierbei handelt es sich um die bislang erste Aufnahme, bei der eine überarbeitete Fassung der Orchestrationen John Camerons für kleinere Orchesterbesetzungen verwendet wurde.
Die erste nicht-englische Aufnahme der Cameron-Mackintosh-Version des Musicals ist die nur wenig bekannte, da auch nicht mehr produzierte, hebräische Aufnahme der Aufführung aus Tel Aviv.
Erwähnenswert sind außerdem die sechs japanischen Aufnahmen, die nach der Farbe der CD-Hüllen als Blue Cast, Red Cast etc. bezeichnet werden. Die meisten dieser Aufnahmen sind ebenfalls fast vollständig, von sehr kleinen Kürzungen abgesehen.
Auf Französisch existiert eine Aufnahme der ursprünglichen Fassung (1980), meistens mit dem englischen Namen „French Concept Recording“ bezeichnet. Außerdem gibt es eine Aufnahme der neuen Version von 1991, die auf einer Rückübersetzung des Librettos basiert und ebenfalls nur eine Auswahl von Titeln enthält.
Weiterhin existieren Aufnahmen auf: Niederländisch (Amsterdam 1991, Antwerpen 1998, Rotterdam 2008), Schwedisch (Stockholm 1990, Värmland 1996), Dänisch (1992), Spanisch (Madrid 1993), Ungarisch (Budapest 1988), Tschechisch (Prag 1991 und 2004). Außerdem existieren Aufnahmen aus Brasilien (2002), Mexiko (2003), Argentinien (2000), Korea (1993), Polen (2001) und dem Baskenland, die entweder nie für den Verkauf bestimmt waren oder, wie beispielsweise die koreanische Aufnahme, einen Copyright-Verstoß darstellten und im Nachhinein verboten wurden.

## Dokumentation
- Les Misérables – ein Musical für Berlin. Das Theater des Westens im neuen Rhythmus. Dokumentation, Deutschland, 2003, 43 Min., Erstausstrahlung auf rbb: 26. September 2003, Buch & Regie: Jeremy JP Fekete, Produktion: rbb

## Verfilmung
Auf der DVD der konzertanten Aufführung anlässlich des 25-jährigen Jubiläums, kündigte Cameron Mackintosh an, dass nach langer Ungewissheit (erste Pläne gab es bereits Ende der 1980er) nun tatsächlich eine Verfilmung des Musicals Les Misérables entstehen sollte. Mitte Januar 2012 wurde bekannt, dass bei diesem Tom Hooper die Regie führen werde. Hauptrollen der Filmversion spielen Hugh Jackman als Jean Valjean und Russell Crowe als Inspector Javert, Helena Bonham Carter und Sacha Baron Cohen als Ehepaar Thénardier und Anne Hathaway als Fantine. Die Dreharbeiten dauerten vom 8. März bis 23. Juni 2012; der Film lief am 25. Dezember 2012 (USA)/11. Januar 2013 (UK)/21. Februar 2013 (Deutschland) in den Kinos an.